# Противостояние: Азия в огне
Противостоя́ние: А́зия в огне́ (англ. Cold War Conflicts: Days in the Field 1950-1973) — компьютерная игра в жанре «стратегия реального времени» (RTS). В России релиз состоялся 26 марта 2003 года. В 2008 году вышел сборник «Противостояние: Gold», в который вошла в том числе и эта игра.

## Сюжет
Игра посвящена самым крупным конфликтам в Азии с 1950 по 1973 год, а именно — Корейской войне, а также Арабо-израильским войнам 1956 и 1973 годов. В игре представлено восемь стран: Северная Корея, США, СССР, Китай, миротворческие силы ООН (представлены только Великобританией), Израиль, Египет, Сирия.

## Геймплей
Целью игрока является выполнение различных заданий, которые ставятся ему перед началом каждой миссии в анимированном брифинге с комментариями (например, захватить или оборонять город, занять стратегическую высоту и т. п.). Игрок может отдавать приказы всем вверенным ему подразделениям, среди которых есть пехота, танки, бронеавтомобили, грузовики и джипы, артиллерия, авиация, а также катера. В игре есть четыре кампании: за Северную Корею, США, Израиль и Египет. Юниты и технику производить невозможно, но иногда из-за края карты приходят подкрепления. Также возможно создавать собственные миссии и кампании при помощи встроенного редактора.

### Описание кампаний
- Израильская (Операция «Мушкетёр») — охватывает период 1956 года. Всего 8 миссий.
- Египетская (Операция «Высокие минареты») — охватывает период осени 1973 года. Всего 6 миссий.
- Американская — охватывает период сентября-октября 1950 года. Всего 5 миссий.
- Северокорейская — охватывает период осени 1950 года. Всего 5 миссий.

## Технические особенности
| Русскоязычные издания | Русскоязычные издания |
| Издание               | Оценка                |
| --------------------- | --------------------- |
| Absolute Games        | 52/100                |

Игра представляет собой классическую 2-мерную изометрическую стратегию. Существует три разрешения экрана — максимальное составляет 1024x768. Стандартная игровая локация представляет собой ромбовидную карту (проекцию), состоящую из 256х256 игровых ячеек (тайлов), что соответствует, примерно, четырем квадратным километрам в реальной действительности. На игровой локации одновременно может находиться и взаимодействовать около 2000 юнитов, не считая объектов.
| Системные требования | Системные требования                                 | Системные требования                              |
| -------------------- | ---------------------------------------------------- | ------------------------------------------------- |
|                      | Минимальные                                          | Рекомендуемые                                     |
| Windows              |                                                      |                                                   |
| ОС                   | Windows 98, ME, 2000 XP.                             | Windows 98, ME, 2000 XP.                          |
| ЦПУ                  | Pentium II 300MHz                                    | Pentium III 500MHz                                |
| Объём ОЗУ            | 128 MB                                               | 128 MB                                            |
| Место на диске       | 260 MB свободного пространства                       | 260 MB свободного пространства                    |
| Видеокарта           | Direct3D-совместимая видеокарта из 16 MB видеопамяти | Direct3D-совместимая видеокарта 16 MB видеопамяти |
| Звуковая плата       | 16-битная звуковая карта                             | 16-битная звуковая карта                          |